# 西郷南海子
西郷 南海子（さいごう みなこ、1987年8月20日 - ）は日本の教育研究者、市民運動家。脱原発デモや「安保関連法に反対するママの会」などの発起人、市民連合（安保法制の廃止と立憲主義の回復を求める市民連合）の結成メンバーである。

## 来歴
神奈川県鎌倉市で育ち、神奈川県立湘南高等学校を経て、2006年に京都大学法学部に入学した。在学中に、教育基本法改正法案に対する反対座り込みを行った。2011年に、法学部から教育学部に転部した。2012年には、脱原発デモを主催する
2015年7月に「安保関連法に反対するママの会」を立ち上げた。
2010年代後半には、国政選挙において日本共産党の候補者の支援活動（第48回衆議院議員総選挙における穀田恵二(京都府第1区)の応援演説、2019年衆議院大阪12区補欠選挙における宮本岳志事務所での選挙ボランティア）に参加した。
2021年に博士（教育学）を取得した。ここに至る2006年4月から2021年3月まで、京都大学に大学生・大学院生として合計14年間在籍した。自身の学生期間について、「学生としては長い方だと思います」と述べている。14年間の在学中に三人の子を出産した。
2023年、京都大学の広報誌掲載にて、外部のミスコン参加経験のある京大在校生女性に対するインタビュー記事が載っていたことへSNS上で強い批判を展開した。西郷は、「京大の学園祭ではミスコンをやらないという長年の合意に反した」とミスコン歴のある女性を広報誌に載せたことを非難した。京大は、大学学園祭ミスコンが無いのは、「大学と学生の間での合意はありません」と否定した。
2024年京都市長選挙において、日本共産党の支援候補である福山和人の応援演説を、「つなぐ京都2024」共同代表として行ったことが同党の機関誌しんぶん赤旗にて報道された。
2025年、れいわ新選組から同年の第27回参議院議員通常選挙に出馬する意思を表明した。立候補先は京都府選挙区としている（共産党の現職・倉林明子の選挙区）。前記の通り、長く日本共産党や同党支援候補を応援してきた市民活動家であるため、日本共産党側へ衝撃を与えた。他党からの京都選挙区への西郷の出馬について京都新聞から問われた日本共産党京都府委員長の渡辺和俊は、「れいわは野党共闘を破壊している。自民党政治に対峙できるのは倉林さんだけだ」と答えた。当開票の結果、落選。

## 人物
好きな音楽はサチモスとしている。 

## 著作
- 『だれのこどももころさせない』（絵・浜田桂子）かもがわ出版 2017
- 『デューイと「生活としての芸術」』京都大学学術出版会 2022
- 『ママは駄菓子のじゅうえんや』かもがわ出版 2024

## 選挙歴
| 当落 | 選挙                     | 執行日         | 年齢 | 選挙区       | 政党         | 得票数   | 得票率 | 定数 | 得票順位 /候補者数 | 政党内比例順位 /政党当選者数 |
| ---- | ------------------------ | -------------- | ---- | ------------ | ------------ | -------- | ------ | ---- | ------------------ | ---------------------------- |
| 落   | 第27回参議院議員通常選挙 | 2025年07月20日 | 37   | 京都府選挙区 | れいわ新選組 | 6万733票 | 5.13%  | 2    | 7/9                | /                            |